# Havana (Floryda)
Havana – miasto w Stanach Zjednoczonych, w stanie Floryda, w hrabstwie Gadsden.